# Émile Deutsch de la Meurthe

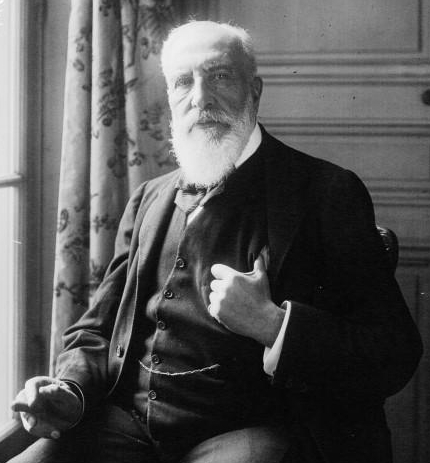
Émile Deutsch de la Meurthe.

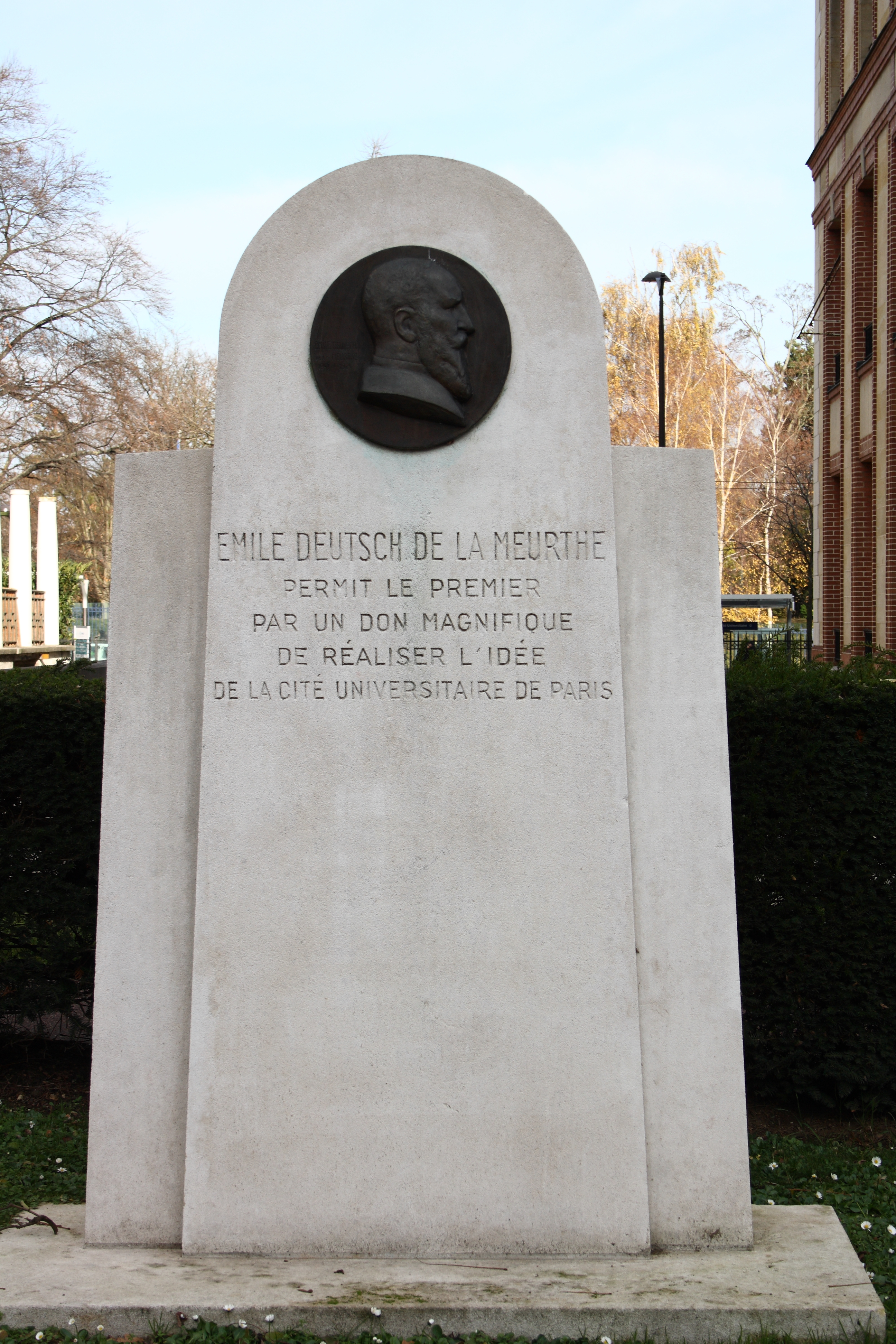
Émile Deutsch de la Meurthes grav.

Émile Deutsch de la Meurthe, född 22 oktober 1847 i La Villette,, död 18 maj 1924 i Quimper, var en fransk industriman och filantrop. Han var bland annat med och grundlade Cité Internationale Universitaire de Paris.